# Veringenstadt
Veringenstadt (Swabia: Verenga) là một thị trấn thuộc huyện Sigmaringen, bang Baden-Württemberg, Đức. Nơi đây nằm cách Sigmaringen 10 km về phía bắc.